# Asimilacija (sociologija)
Asimilacija opisuje u sociologiji proces kulturne prilagodbe etničke manjine prevladavajućoj kulturi ili pojedinim dijelovima stanovništva. Pojednostavljeno utapanje jedne od nacija ili etničkih skupina u drugu. Pri asimilaciji poželjno je da manjinska kulturna skupina postane slična (asimilirana)  dominantnoj kulturnoj skupini.

## Vanjske poveznice
- http://www.katolicki-odgoj.com/CLANCI/cl-skup-verhack.htm  Arhivirana inačica izvorne stranice od 7. veljače 2005. (Wayback Machine) Katolički odgoj: Europa u potrazi za jedinstvom: Izazovi za novo gradanstvo]